# Tereza Desbordes
 (février 2023).
Si vous disposez d'ouvrages ou d'articles de référence ou si vous connaissez des sites web de qualité traitant du thème abordé ici, merci de compléter l'article en donnant les références utiles à sa vérifiabilité et en les liant à la section « Notes et références ».
Pour les articles homonymes, voir Desbordes.
Tereza Desbordes, née le 1er février 1934 à Pont-Aven et morte le 25 septembre 2021 à Brest, est une éditrice et écrivain en langue bretonne.
Née le 1er février 1934 à Pont-Aven, elle est la septième d’une famille de petits paysans. Sa mère étant très malade (elle est décédée quand Tereza avait 16 ans), elle est obligée de prendre sa place tant à la maison qu’aux champs dès l’âge de 14 ans, après avoir passé le BEPC et ce jusqu’à l’âge de 18 ans.
En 1952, elle épouse Yann Desbordes arrivé à Pont-Aven fin 1949 comme instituteur. Installés d’abord à Plouescat, ils déménagent dans le département au gré des nominations, quatre enfants naissent alors. C’est en 1955 que Yann Desbordes découvre la Bretagne, elle le suivra peu à peu dans cette passion en apprenant en même temps que lui le breton auprès de Marguerite Gourlaouen. 
La rencontre avec Pierre Denis, lui ouvre un chemin inconnu jusque-là, celui de l’édition. Elle apprend seule à taper à la machine et Pierre Denis lui confie la responsabilité des éditions Mouladurioù Hor Yezh, qu’il vient de créer en 1980. Plus de 150 titres ont été publiés à ce jour, dictionnaires et ouvrages pédagogiques, écrivains d’aujourd’hui, écrivains de la période de Gwalarn, poésie avec la collection « Skrid ». Son engagement militant en faveur de la culture bretonne passe par l’Institut culturel de Bretagne. Elle a présidé durant plusieurs années la section Littérature écrite. Elle est décorée de l'ordre de l'Hermine.